# Gorgorhynchus clavatus
Gorgorhynchus clavatus är en hakmaskart som beskrevs av Van Cleave 1940. Gorgorhynchus clavatus ingår i släktet Gorgorhynchus och familjen Rhadinorhynchidae. Inga underarter finns listade i Catalogue of Life.